# Щеповиці
Щеповиці (пол. Szczepowice) — село в Польщі, у гміні Каменець Ґродзиського повіту Великопольського воєводства.
Населення — 189 осіб (2011).
У 1975-1998 роках село належало до Познанського воєводства.

## Демографія
Демографічна структура станом на 31 березня 2011 року:
|          | Загалом | Допрацездатний вік | Працездатний вік | Постпрацездатний вік |
| -------- | ------- | ------------------ | ---------------- | -------------------- |
| Чоловіки | 91      | 19                 | 64               | 8                    |
| Жінки    | 98      | 21                 | 59               | 18                   |
| Разом    | 189     | 40                 | 123              | 26                   |